# Jardim Teófilo Braga (Lisboa)
O Jardim Teófilo Braga, popularmente conhecido como Jardim da Parada, é um jardim público localizado  na freguesia e bairro de Campo de Ourique, em Lisboa, sendo delimitado pela Rua de Infantaria 16 (norte), pela Rua Tomás da Anunciação (oeste), pela Rua Almeida e Sousa (sul) e pela Rua de 4 de Infantaria (leste). Possui uma área de 0,39 hectares.
O jardim está localizado no centro do bairro de Campo de Ourique. É nomeado em homenagem ao 2º Presidente da República Portuguesa Teófilo Braga. O nome popular origina por ter sido antigamente um terreiro da parada de um quartel.

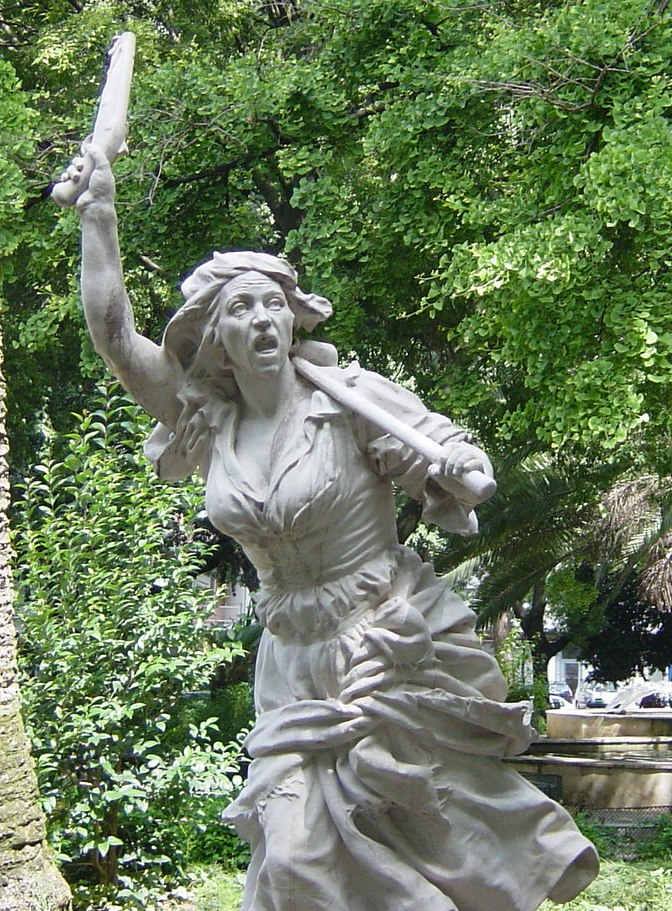
A estátua de Maria da Fonte

Possui uma estátua de Maria da Fonte, colocada em 1920 e da autoria de Costa Motta (tio). Possui ainda um memorial evocativo ao professor António Augusto Ferreira de Macedo (1887–1959), homenagem de alunos e amigos em 1986.
O jardim sofreu uma reestruturação no início do século XXI. Possui actualmente um coreto, um lago no centro do jardim, um parque infantil e instalações sanitárias públicas. No passeio que separa o Jardim da Rua Almeida e Sousa está colocada numa antiga cabine telefónica uma cabine de leitura.

## Fauna e flora

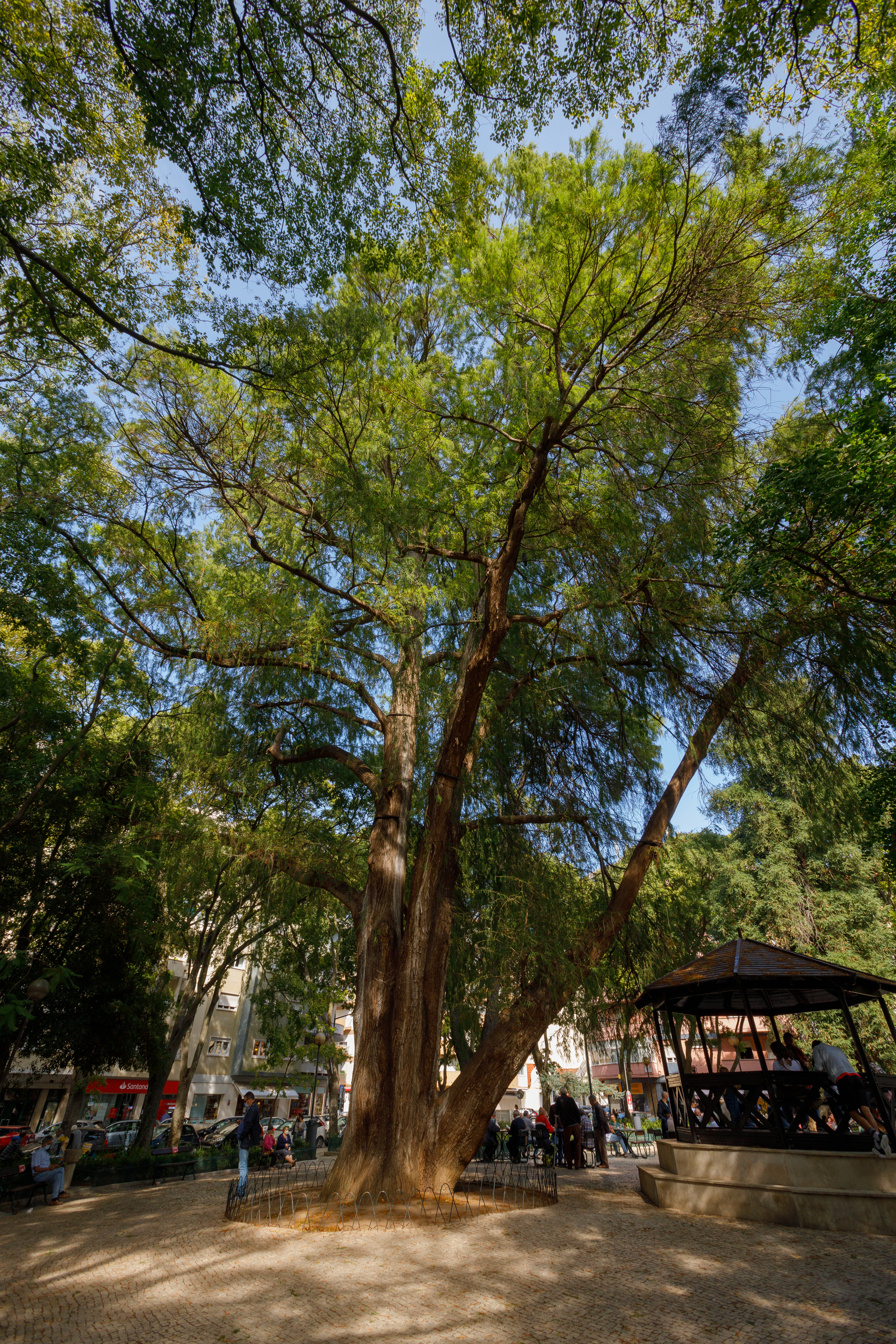
O taxódio é uma das três árvores classificadas de interesse público.

Da flora do jardim, destacam-se o lódão-bastardo (Celtis australis), que é visível sobretudo a rodear o jardim, o cipreste-de-folha-caduca (Taxodium distichum), uma sequóia (Sequoia sempervirens), palmeira-das-canárias, a ameixeira-de-jardim, a tília-prateada, a grevília, castanheiro-da-índia e várias ginkgo.
Quatro árvores estão classificadas de Interesse Público: Sequoia sempervirens, Taxodium distichum e duas Metrosideros excelsa. 
Na fauna, destacam-se o pato-real, o melro-preto, o pardal-comum e o pombo-doméstico.